# Antonio Febres-Cordero
Antonio José de Jesús Febres-Cordero Troconis (Mérida, Venezuela, 2 de enero de 1872 - ídem, 23 de febrero de 1947) fue un poeta, escritor y jurista venezolano, autor del himno del estado Mérida (Venezuela). Fue hijo de Foción Febres-Cordero y hermano de Tulio y Georgina Febres-Cordero.

## Biografía
Fue hijo de Foción Febres-Cordero y Georgina Troconis. Estudió en la Universidad de los Andes (ULA), donde se graduó el 20 de diciembre de 1901. Durante un tiempo desempeñó en el cargo de vicerrector de la Universidad Central de Venezuela. Contrajo matrimonio el 15 de febrero de 1924 con su prima Josefa Ramírez Febres-Cordero.